# Bedford Basin
Bedford Basin är en vik i Kanada.   Den ligger i provinsen Nova Scotia, i den sydöstra delen av landet, 1 000 km öster om huvudstaden Ottawa.
Runt Bedford Basin är det i huvudsak tätbebyggt. Runt Bedford Basin är det mycket tätbefolkat, med 1 056 invånare per kvadratkilometer.